# Ассоциация обороны граждан Дерри
Ассоциация обороны граждан Дерри (англ. The Derry Citizens' Defense Association) — ирландская военизированная организация, образованная в июле 1969 года в ответ на угрозы в адрес ирландских националистов Дерри, устраивавших протесты против ежегодного Парада подмастерий 12 августа. Она участвовала в беспорядках с Королевской Ольстерской полицией в январе и апреле 1969 года, а также играла решающую роль в дни схватки за Богсайд. С августа по октябрь 1969 года Ассоциация исполняла обязанности правительства самопровозглашённого Свободного Дерри. В состав ассоциации входили лидеры ирландского националистического движения Шон Кинан, Падди Дохерти и Джонни Уайт.